# Pierrefonds (Quebec)
Pierrefonds era uma cidade do Canadá, província de Quebec, localizada na Ilha de Montreal, e que foi fundida com a cidade de Montreal em 2002. Atualmente, é parte da região administrativa de Pierrefonds—Senneville, juntamente com a ex-cidade de Senneville. Sua população é de 54 963 habitantes (do censo nacional de 2001).
A história da antiga vila de Pierrefonds começa em 1741 quando a paróquia Sainte-Geneviève foi fundada; à época o território da paróquia era composto do que se conhecia como sendo as vilas de Pierrefonds, Île-Bizard, Sainte-Geneviève, Roxboro e Dollard-des-Ormeaux. Em 1904, após várias cisões, a então vila de Sainte-Geneviève é dividida em duas novas vilas: Sainte-Geneviève e Pierrefonds. O nome Pierrefonds aparece pela primeira vez.
Esta separação foi provocada por Joseph-Adolphe Chauret, que construiu em 1902 uma residência em memória à sua  cidade natal, a comuna de Pierrefonds no departamento de Oise na França. Chauret dá o nome de Château Pierrefonds à sua residência, de onde viria, segundo ele, o nome da futura cidade. Em 1935, as duas vilas se unem novamente, sob o nome de Saint-Geneviève. O nome Pierrefonds desaparece, ressurgindo apenas em 1958 quando o restante do território da antiga paróquia de Sainte-Geneviève se torna a cidade de Pierrefonds.
Em 1 de janeiro de 2006, é formado o distrito de Pierrefonds-Roxboro, após referendo em que os residentes assim o decidem.